# کلود ای. سوانسون
کلود ای. سوانسون (به انگلیسی: Claude A. Swanson) سناتور سابق عضو حزب دموکرات ایالات متحده آمریکا بود. وی در سال ۱۹۱۰ تا ۱۹۳۳ میلادی سناتور ایالت ویرجینیا در سنای ایالات متحده آمریکا بود.